# Michael Carvin

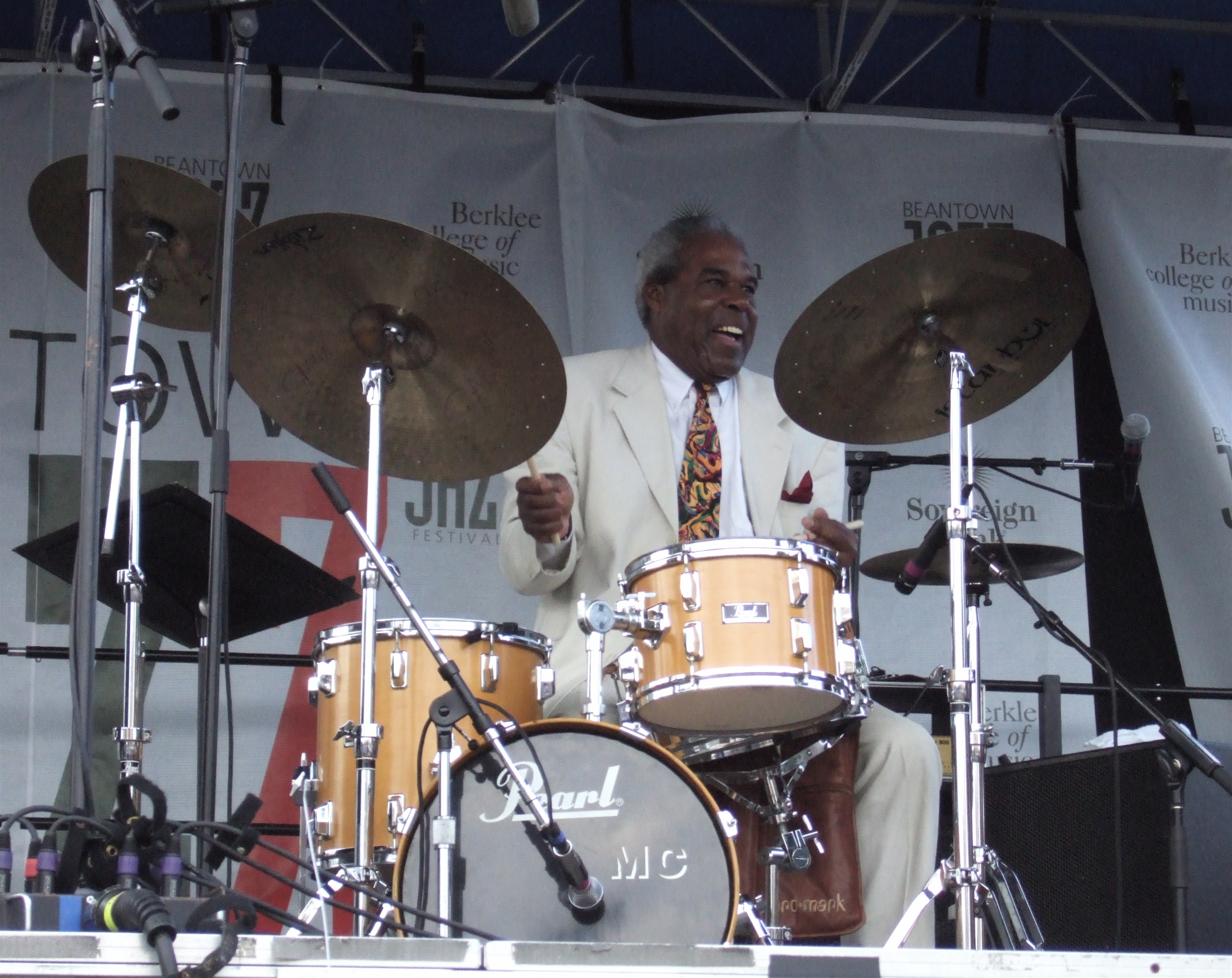
Michael Carvin (2005)

Michael Wayne Carvin (* 12. Dezember 1944 in Houston, Texas) ist ein US-amerikanischer Jazz-Schlagzeuger, Bandleader und Lehrer. 

## Leben und Wirken
Carvin kam 1963 nach Los Angeles, wo er Studiomusiker wurde und am LA Community College studierte. 1964/65 spielte er in der Big Band von Earl Grant, mit dem er zwei Jahre durch Europa, Japan und die USA auf Tourneen ging. 1966 bis 1968 war er zur Unterhaltung der US-Truppen in Vietnam. Er tourte mit B. B. King und arbeitete Ende der 1960er Jahre für Motown Records in Detroit. Ab 1970 war er wieder in Los Angeles. 1973 war er Mitglied der Band von Freddie Hubbard; anschließend zog er nach New York. Dort arbeitete er u. a. mit Pharoah Sanders, Lonnie Liston Smith (Expansions, 1975) und McCoy Tyner, trat im Trio von Hampton Hawes auf dem Montreux Jazz Festival 1971 auf und wirkte u. a. bei Plattenaufnahmen von Jackie McLean (New York Calling, 1974 sowie Duo-Album Antiquity) und Frank Strozier (Remember Me, 1976) mit. 1975 entstand mit Cecil Bridgewater und Sonny Fortune sein Debütalbum The Camel für Steeplechase; 1982 arbeitete er im Quartett des Saxophonisten Charles Davis. Seit 1983 lebt er in New York. Er unterrichtete unter anderem an der Rutgers University und veröffentlichte Bücher über Schlagzeugspiel. Mit seinen Studenten bildete er das Ensemble Young Drummers of America.
Ab Ende der 1980er Jahre nahm er einige Alben für Muse Records unter eigenem Namen auf; bei Between Me and You (1989) spielte er mit Claudio Roditi, John Stubblefield, Cyrus Chestnut und Cecil Bridgewater; an dem wenige Monate später entstandenen Album Revelation (1989) wirkten außerdem Sonny Fortune und John Hicks mit. In den 1990er Jahren wirkte er noch an einigen Produktionen von Muse und Steeplechase mit, so von Ernie Andrews, Randy Johnston und Terumasa Hino. 1990 spielte er in Frank Lacys Quartett mit Fred Hopkins; 1991 mit Hamiet Bluiett.  2000 war Carvin auf dem Album Low Down and Blue von Frank Lowe zu hören; 2001 wirkte er an der von Butch Morris geleiteten Produktion Vietnam - The Aftermath von Billy Bang mit. Zu hören ist er außerdem auf Todd Cochranes Album Then and Again, Here and Now (2021).
Im Jahr 2006 legte Carvin unter eigenem Namen das (nach Allmusic beste) Album Marsalis Music Honours Michael Carvin vor, bei dem er mit einem Trio aus jüngeren Musikern arbeitete, so mit dem Bassisten Dezron Douglas, dem Pianisten Carlton Holmes und dem Tenorsaxophonist Marcus Strickland;  Produzent Branford Marsalis hat einen Gastauftritt bei dem Medley „Prisoner of Love/Body and Soul“. 2013 arbeitete er noch mit seiner Band The Michael Carvin Experience, der Keith Loftis (Saxophone), Yayoi Ikawa (Piano) und Jansen Cinco (Bass) angehören.
Carvin unterrichtete in New York in einer eigenen Schlagzeugschule und schrieb das Lehrbuch Something for All Drummers. Zu seinen Schülern gehörten u. a. Neal Smith, Eric McPherson und der Däne Aage Tanggaard.